# 548 a.C.

## Eventos
- 58a olimpíada: Diogneto de Crotona, vencedor do estádio.[1]

## Mortes
- Tales de Mileto[nota 1], filósofo nascido em Mileto, onde hoje é a Turquia.